# Namespace-based Validation Dispatching Language
Die Namespace-based Validation Dispatching Language (NVDL) ist eine XML-Schemasprache zum Validieren von XML-Dokumenten, deren Struktur mit verschiedenen Schemasprachen und in unterschiedlichen Namensräumen definiert wurde. NVDL ist ein ISO/IEC-Standard und Teil 4 der DSDL-Spezifikation. Ein großer Teil von NVDL basiert auf der von James Clark entwickelten Namespace Routing Language (NRL). In seiner einfachsten Form besteht ein NVDL-Dokument aus einer Abbildung von XML-Namensraum-URIs zu Schema-URIs.

## Validierung
XML-Anwendungen können Elemente oder Attribute anderer XML-Anwendungen enthalten. Oft wird dafür der Namensraum der externen XML-Anwendung importiert. Ein Beispiel dafür ist SVG innerhalb von XHTML. Dabei sind die importierten Elemente nicht unbedingt in derselben Schemasprache wie die importierende XML-Anwendung definiert, wodurch eine Validierung mit nur einer Schemasprache nicht ausreichend ist.
NVDL stellt, basierend auf Namensräumen, eine Verbindung zwischen den unterschiedlichen Schemata und Schemasprachen her, indem sie einzelnen Namensräumen ein Schema zuweist. Eine Validierungs-Software kann damit ein konkretes XML-Dokument gegen unterschiedliche Schemata prüfen.

## Format
NVDL-Dokumente enthalten eine Liste von Regeln, die verschiedenen Aktionen auslösen. Regeln beziehen sich auf einen Namensraum und einen Modus. Ein Modus ist ein spezifischer Zustand während der Validierung des Dokumentes. Unterschiedliche Modi erlauben beispielsweise eine strikte und eine laxe Validierung.
Aktionen werden ausgeführt, wenn eine Regel zutrifft. Aktionen können Dokumententeile validieren, das XML-Dokument für ungültig erklären, einen Teil des Dokumentes als gültig deklarieren, die Verarbeitung an den Elternknoten zurückgeben oder den aktuellen Verarbeitungs-Modus ändern. Innerhalb einer Regel sind verschiedene Aktionen erlaubt, um zum Beispiel ein einzelnes Element gegen Schemata in unterschiedlichen Schemasprachen zu prüfen.

## Beispiel
```
<rules
 
xmlns=
"http://purl.oclc.org/dsdl/nvdl/ns/structure/1.0"
>

  
<namespace
 
ns=
"http://www.w3.org/1999/xhtml"
>

    
<validate
 
schema=
"xhtml.rng"
/>

  
</namespace>

  
<namespace
 
ns=
"http://www.w3.org/2000/svg/"
>

    
<validate
 
schema=
"svg.sch"
/>

  
</namespace>

  
<anyNamespace>

    
<reject/>

  
</anyNamespace>

</rules>

```

Diese NVDL-Schema validiert diejenigen Teile, die den XHTML-1.0-Namensraum benutzen, mit einem RELAX-NG-Schema, und die Teile im SVG-1.0-Namensraum gegen ein Schematron-Schema. Teile aus allen anderen Namensräumen werden zurückgewiesen.